# 约翰逊纸草手稿

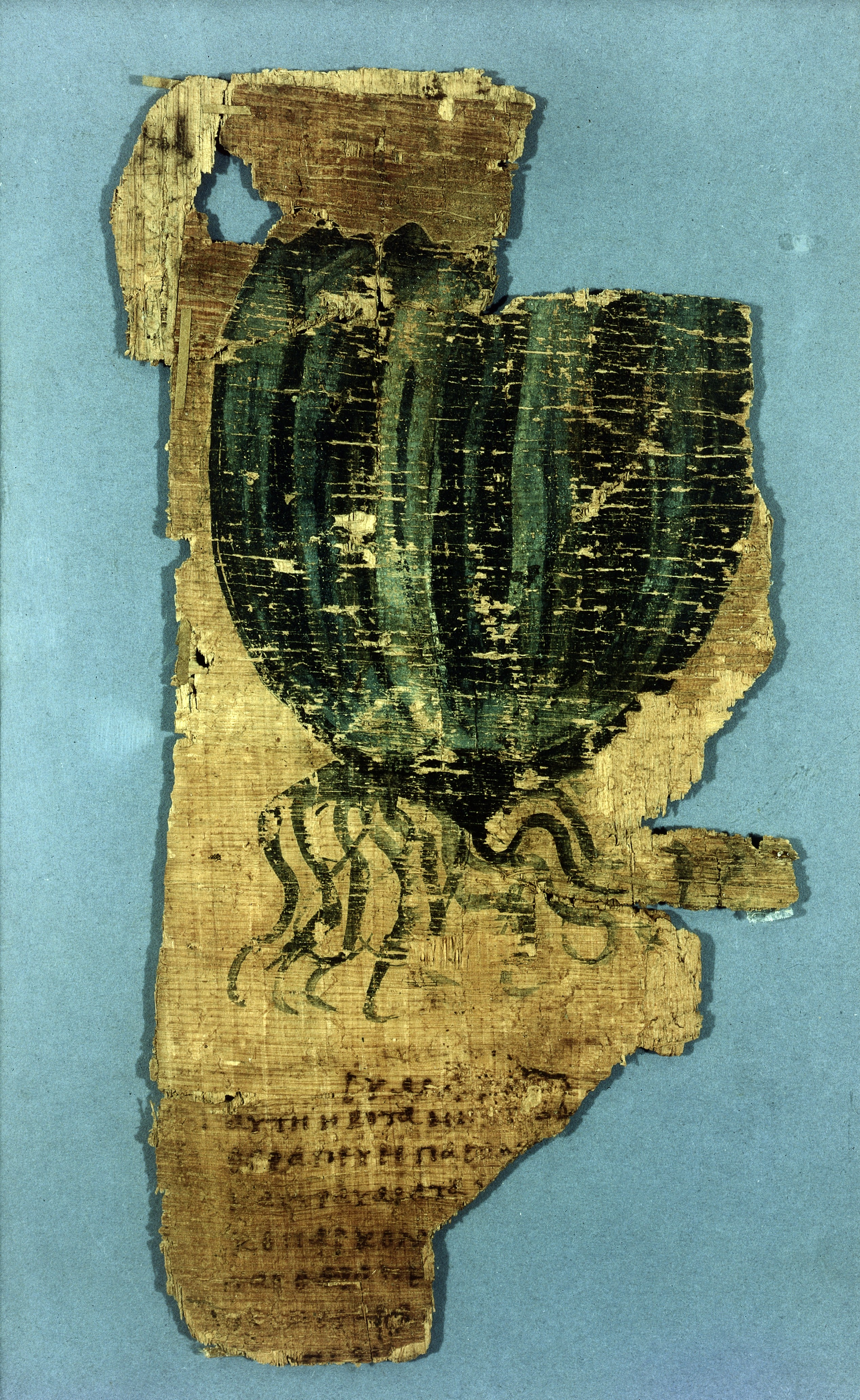
约翰逊纸草手稿

约翰逊纸草手稿（Johnson Papyrus，藏伦敦维康图书馆，编号MS 5753）是5世纪早期的一张草本书籍残片。为现存最早带有植物插图的手抄本文献。这张莎草纸残片上描绘着一带深绿叶片的球形植物，由散乱的细小根系支撑。插图下有一段希腊语断片。据该段说明文字，该图描绘的植物为“symphyton”（即一种聚合草），为一种重要的药用植物。然而该插图却并不太与聚合草相似，因此，该图对鉴识起到的作用实在有限。